# Шоро (Бішкек)
«Шоро» (кирг. Шоро) — киргизський футбольний клуб, який представляє Бішкек.

## Історія
Футбольний клуб «Шоро» було засновано в місті Бішкек. В 2003 році клуб дебютував у Топ-лізі та посів високе 4-те місце. В національному кубку команда дійшла до 1/8 фіналу, де поступилася з рахунком 0:1 клубу «Дордой» (Нарин). Наступного сезону в національному чемпіонаті «Шоро» посів передостаннє 9-те місце, а в Кубку Киргизстану зупинилися тако на стадії 1/8 фіналу, в якій з рахунком 0:4 знову поступилися «Дордой-Динамо» (Нарин). Варто відзначити, що чемпіонат 2004 року команда не завершила, а знялася з нього після 18-го туру. В 2005 році команда відновила свої виступи в чемпіонатах Киргизстану, але цього разу стартувала в Другій лізі. За підсумками сезону «Шоро» фінішував на останньому 10-му місці.

## Досягнення
- Топ-Ліга
  - 4-те місце (1): 2003

- Кубок Киргизстану
  - 1/8 фіналу (3): 2003, 2004

## Відомі гравці
- Ермек Абдилдаєв
- Жиргалбек Ажигулов
- Айбек Аманбаєв
- Таалай Ахметов
- Улан Аязбеков
- Атабек уулу Бердали
- Нурлан Дантаєв
- Дастан Ісаєв
- Аскарбек Ішенов
- Асил Кадралієв
- Жениш Кооналієв
- Дастанбек Конокбаєв
- Алтинбек Кадиралієв
- Тимур Кадиралієв
- Ербол Мадяров
- Улан Максутов
- уулу Маматбай
- Алмаз Омурзаков
- Бахадир Сайдумаров
- Дильшат Саримсаков
- Рахимбек Стамкулов
- Тимур Тапканов
- Мирбек Туманов
- Руслан Туратов
- Кирило Федоров
- Мухаммед Шуаши
- Улан Есеналієв
- Медер Етбаков